# Brezik (Gospić)
Brezik is een plaats in de gemeente Gospić in de Kroatische provincie Lika-Senj. De plaats telt 27 inwoners (2001).